# Sự nhạy cảm

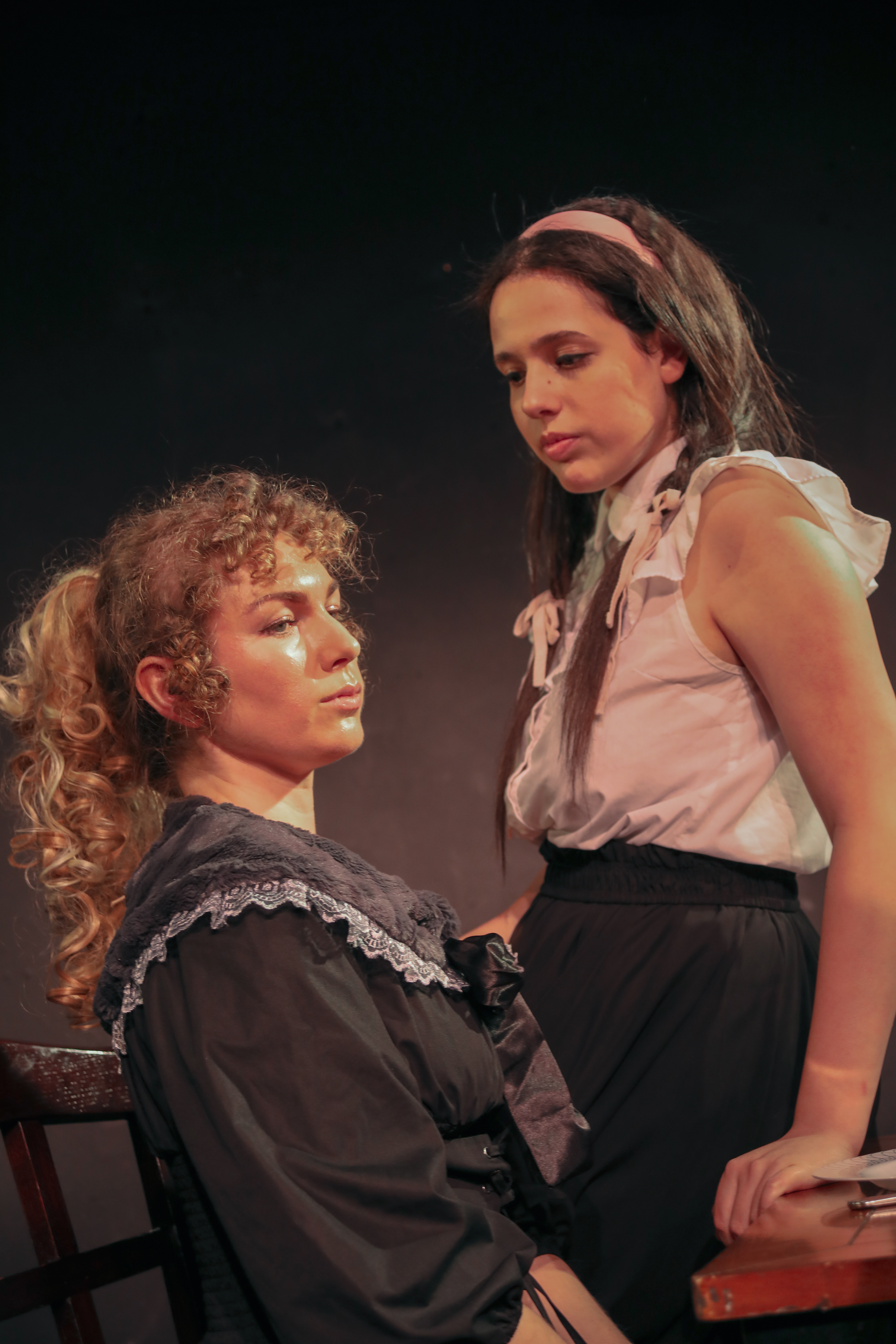
Một vở kịch trong đó có phân đoạn diễn tả sự nhạy cảm nội tâm của các tuyến nhân vật

Sự nhạy cảm (Sensibility) chỉ về một cảm nhận nhạy bén hoặc phản ứng mẫn cảm với một điều gì đó, chẳng hạn như cảm xúc của người khác, đây là khả năng của một người trong việc cảm nhận và phản ứng lại các yếu tố bên ngoài hoặc các trạng thái bên trong một cách tinh tế. Khái niệm sự nhạy cảm (sensibility) xuất hiện ở Anh vào thế kỷ XVIII, và gắn liền với các nghiên cứu về nhận thức giác quan như một phương tiện để thu thập kiến thức từ thế giới bên ngoài, đặc biệt là trong các mối quan hệ xã hội. Sự nhạy cảm cũng gắn liền với tình cảm triết học đạo đức, được đề cao như một phẩm chất cao quý, gắn liền với sự tinh tế trong cảm xúc và đạo đức, trong đó hoạ phẩm trứ danh về Emma Hamilton vào năm 1789, phỏng theo bức tranh của hoạ sĩ George Romney đã lột tả nó. Một trong những tác phẩm đầu tiên đề cập đến vấn đề này như vậy là Essay Concerning Human Understanding (Luận về sự hiểu biết của con người) xuất bản năm 1690 của John Locke, trong đó ông nói, "Tôi quan niệm rằng các Ý tưởng trong Hiểu biết là đồng thời với Cảm giác; đó là một Ấn tượng hoặc Chuyển động, được tạo ra ở một bộ phận nào đó của cơ thể, khiến Hiểu biết chú ý đến nó".

## Đại cương
Bác sĩ George Cheyne và các tác giả y khoa khác đã viết về "Căn bệnh Anh", còn được gọi là "cuồng loạn" ở phụ nữ hoặc "bệnh hoang tưởng" ở nam giới, một tình trạng với các triệu chứng rất giống với chẩn đoán hiện đại về trầm cảm lâm sàng. Bác sĩ Cheyne coi căn bệnh này là kết quả của việc thần kinh bị quá tải. Đồng thời, các nhà lý thuyết khẳng định rằng những người có thần kinh cực kỳ nhạy cảm sẽ có các giác quan nhạy bén hơn, và do đó nhận thức rõ hơn về cái đẹp và chân lý đạo đức. Vì vậy, mặc dù được coi là một sự yếu đuối về thể chất và/hoặc cảm xúc, nhưng sự nhạy cảm cũng được coi rộng rãi là một đức tính. Bắt nguồn từ các tác phẩm triết học và khoa học, sự nhạy cảm đã trở thành một phong trào văn học Anh, đặc biệt là trong thể loại tiểu thuyết mới mẻ lúc bấy giờ ở Anh quốc. 
Những tác phẩm như vậy, được gọi là tiểu thuyết tình cảm hay tiểu thuyết tâm trạng (Sentimental novel) hay còn gọi là tiểu thuyết dòng cảm xúc (Novel of sensibility), tiểu thuyết sắc tình, trong đó đã khắc họa những cá nhân dễ bị nhạy cảm, thường khóc lóc, ngất xỉu, cảm thấy yếu đuối hoặc lên cơn động kinh trước một trải nghiệm cảm xúc, tâm tư, tâm trạng. Nếu một người đặc biệt nhạy cảm, họ có thể phản ứng theo cách mẫn cảm này với những cảnh tượng hoặc sự vật mà người khác cho là tầm thường. Phản ứng này được coi là dấu hiệu cho thấy khả năng của một người nhạy cảm trong việc nhận thức được điều gì đó gây xúc động về mặt trí tuệ hoặc cảm xúc trong thế giới xung quanh. Tuy nhiên, thể loại tình cảm phổ biến này sớm vấp phải sự phản đối mạnh mẽ, khi những độc giả và nhà văn phản đối lại việc đề cao sự nhạy cảm cho rằng hành vi cực đoan như vậy chỉ là trò hề, và việc nhấn mạnh vào cảm xúc và phản ứng của bản thân là dấu hiệu của tự luyến.
Những phản đối đối với tính nhạy cảm xuất hiện trên nhiều mặt trận khác. Một trong số đó là một số nhà tư tưởng bảo thủ tin vào khái niệm kiến thức tiên nghiệm (a priori), tức là kiến thức tồn tại độc lập với kinh nghiệm, trải nghiệm, chẳng hạn như kiến thức bẩm sinh được cho là do Chúa truyền lại. Các nhà lý luận của "kiến thức tiên nghiệm" không tin tưởng tính nhạy cảm vì nó quá phụ thuộc vào kinh nghiệm để có kiến thức. Ngoài ra, trong những thập kỷ cuối của thế kỷ XVIII, những nhà tư tưởng chống lại tính nhạy cảm thường gắn sự biến động cảm xúc của tính nhạy cảm với bạo lực tràn lan của Cách mạng Pháp, và để đáp lại nỗi lo sợ về một cuộc cách mạng đang nổi lên ở Anh, những nhân vật nhạy cảm bị gán cho là phản yêu nước hoặc thậm chí là có tư tưởng phản động, âm mưu lật đổ chế độ. Ví dụ, tiểu thuyết "Leonora" (1806) của Maria Edgeworth miêu tả Olivia "khôn ngoan" như một nữ phản diện, người luôn tìm cách thỏa mãn những ham muốn ích kỷ của mình, hoặc ít nhất là bóp méo chúng; văn bản cũng nhấn mạnh rằng Olivia đã sống ở Pháp và do đó đã tiếp thu những phong cách "kiểu Pháp". 
Tiểu thuyết "Lý trí và Tình cảm" (1811) của Jane Austen là một ví dụ quen thuộc hơn về phản ứng này trước những cảm xúc thái quá, đặc biệt là những cảm xúc gắn liền với phụ nữ. Độc giả và nhiều nhà phê bình đã xem cuốn tiểu thuyết này như một lời phê phán đối với "tôn giáo" chủ nghĩa đa cảm thịnh hành vào cuối thế kỷ XVIII. Bản chất bộc trực của nhiều anh hùng đa cảm, chẳng hạn như Harley trong tiểu thuyết "Người Đàn Ông Cảm Xúc" (The Man of Feeling) của Henry Mackenzie xuất bản năm 1771, thường bị các nhà phê bình đương thời chỉ trích là ca ngợi một nhân vật yếu đuối, ẻo lả, điều này cuối cùng đã góp phần làm mất uy tín của những tiểu thuyết đa cảm vốn đã phổ biến trước đó (và ở mức độ thấp hơn, "tất cả" tiểu thuyết) là những tác phẩm thiếu nam tính. Mối quan ngại này trùng hợp với sự gia tăng đáng kể trong việc sáng tác tiểu thuyết của các nhà văn nữ thời kỳ đó, bất kể họ có chọn viết theo phong cách đa cảm hay không, và đóng một vai trò quan trọng trong các cuộc tranh luận lớn hơn về giới tính, thể loại, giá trị văn học và mục tiêu chính trị dân tộc chủ nghĩa trong thập kỷ cuối thế kỷ XVIII và những thập kỷ đầu thế kỷ XIX, khi khái niệm "Câu chuyện Quốc gia" xuất hiện sau Chiến tranh Cách mạng Pháp và Đạo luật Liên minh 1800 của Vương quốc Anh và Vương quốc Ireland.